# Bénin aux Jeux olympiques d'été de 2004
Le Bénin a envoyé 4 athlètes aux Jeux olympiques d'été de 2004 à Athènes en Grèce.

## Résultats

### Athlétisme
100 mètres hommes
- Souhalia Alamou : 1er tour : 10 s 48

200 mètres femmes
- Fabienne Feraez : 1er tour : 23 s 12 (Record national), 2e tour : 23 s 24

### Natation
50 m nage libre hommes :
- Alois Dansou : En série: 24.86 s

100 m nage libre femmes :
- Gloria Koussihouede : En série: 1:30.90 min

## Officiels
- Président : Marius Francisco
- Secrétaire général : Julien Minavoa V